# 你的情歌
《你的情歌》（英語：Your Love Song），是一部於2020年上映的臺灣賀歲愛情電影，由安竹間執導，柯佳嬿、傅孟柏、謝博安領銜主演，2020年1月23日於臺灣上映。

## 劇情
那一年，全台都在瘋歌唱選秀，人人都在勇敢追夢。但音樂老師余靜（柯佳嬿飾）卻慘遭未婚夫劈腿，為了治療情傷流浪到花蓮；而鬱鬱不得志的流浪教師邢致遠（傅孟柏飾）被調往偏鄉學校，他把歌唱選秀當作自己教育事業的跳板，因緣際會下，找來了天生好歌喉的學生李東朔（謝博安飾）及他的麻吉們組成「七月男孩」樂團，並請來余靜指導，開始勇闖一年一度的歌唱選秀大賽！
職場失意的邢致遠和憂鬱少年李東朔，都被溫暖善良的余靜深深吸引，面對這兩段截然不同的情感，余靜的心開始搖擺不定…。

## 演員列表

### 主要演員
| 演員姓名 | 角色名稱     | 介紹 |
| 柯佳嬿   | 余靜         | 來到花蓮治療情傷的鋼琴老師 追求完美的鋼琴老師，外表溫柔、內心堅強，是個相信愛情、期待婚姻的都會小資女，卻慘遭未婚夫劈腿背叛。 絕望的她，決定放自己一個長假，來到陌生的花蓮，打算把一切交給時間，慢慢將受傷的自己一片片拼湊回來，沒想到卻面臨更難解的愛情新習題。 |
| 傅孟柏   | 邢致遠       | 滿腹理想的流浪教師 天蠍男，一個從小就努力追求成功，為了實現理想卻屢屢失敗，當了六年的流浪教師，最後來到花蓮正揚高中，意外與余靜相遇，卻在夢想與感情間舉棋不定…                                                                                                   |
| 謝博安   | 李東朔(阿東) | 擁有歌唱天賦的高中生 七月男孩樂團中的一員 樂團角色-主唱 正揚高中人稱「孤僻王子」的校園風雲人物，與好友共組「七月男孩」樂團，對余靜一見鐘情，就算情敵是老師，也要競爭到底！                                                                                       |

### 其他演員
| 演員姓名 | 角色名稱         | 介紹                                                   |
| 克禮     | 莊書豪(書呆)     | 七月男孩樂團中的一員 樂團角色-大提琴手 性格-害羞男孩   |
| 安原申   | 沈村華(娘子)     | 七月男孩樂團中的一員 樂團角色-Keyboard手 性格-愛秀娘娘 |
| 黃禮豐   | 史春浪(春浪)     | 七月男孩樂團中的一員 樂團角色-Bass手 性格-熱血男兒     |
| 丘天裔   | 劉進福(阿福)     | 七月男孩樂團中的一員 樂團角色-鼓手 性格-搞笑天兵       |
| 陳博正   | 房東             |                                                        |
| 黃嘉千   | 心理諮商師       |                                                        |
| 納豆     | 唱片店店長       |                                                        |
| 檢場     | 高中校長         |                                                        |
| 鍾承翰   | 余靜的未婚夫     |                                                        |
| 鍾政均   | 刑致遠朋友       |                                                        |
| 馮翊綱   |                  |                                                        |
| 陳詩雅   | 莊夢夢           |                                                        |
| 王真琳   | 余靜未婚夫的女友 |                                                        |
| 顏郁捷   | 評審             |                                                        |
| 官鴻     | 新主唱           |                                                        |

## 電影原聲帶
- 01 新出發 New Start
- 02 HELLO&GOODBYE（演唱：閻奕格）[4]
- 03 你的情歌 Your Love Song（演唱：TANK呂建中）
- 04 交換秘密 Exchange the Secrets
- 05 半首之舞 The Dance of Half a Song
- 06 美麗新世界 Genesis（演唱：七月男孩）
- 07 白雪公主的幸福秘密 Snow White’s Secrets of Happiness
- 08 阿東的眼淚 Dongshou’s Tears
- 09 漂亮的眼睛 Beautiful Eyes
- 10 月光 Moonlight（演唱：七月男孩）
- 11 不期而遇 Encounter
- 12 回程 Return Trip
- 13 BETTER（演唱：謝博安）
- 14 時間軸 Time Axis
- 15 離開你以後（演唱：［［周興哲］］）

## 外部連結
- 台灣電影網上《你的情歌》的資料（繁體中文）